# Malinaltepec

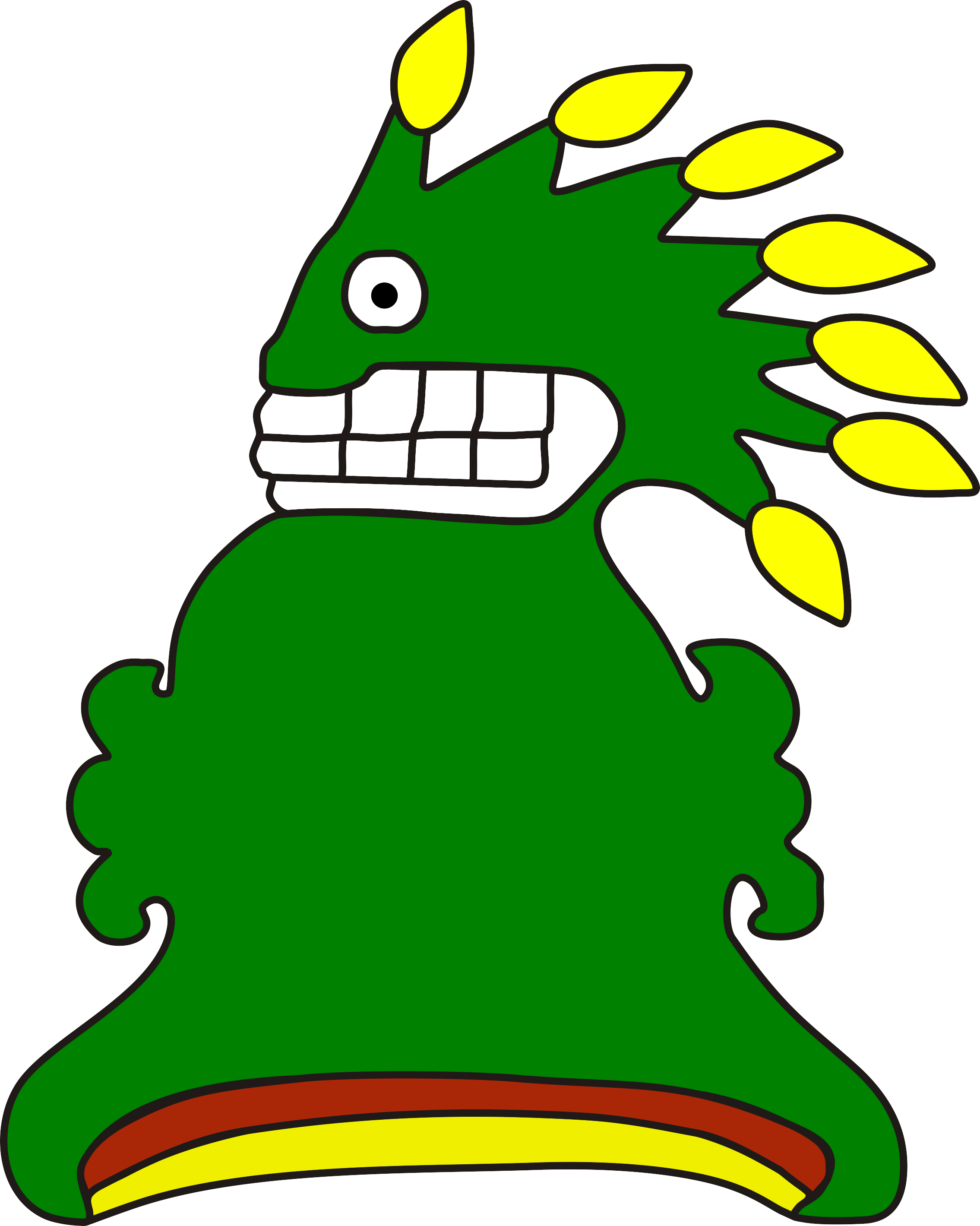
Glifo Malinaltepec.

Malinaltepec (em náhuatl: Colina da erva)? é uma localidade do estado de Guerrero, no México. Se localiza no sudeste do estado, na região geo-econômica de La  Montaña. É sede (cabecera municipal, em espanhol) do município homônimo.